# Honoré Sayi
Honoré Sayi est un homme politique congolais. Il est Ministre des Transports depuis septembre 2022 et député de Dolisie (Niari) depuis 2017. 
Membre de l'Union panafricaine pour la démocratie sociale (UPADS), principal parti d'opposition dont il fut le porte-parole, il intègre pour la première fois le gouvernement du président Denis Sassou-Nguesso en mai 2021, devenant Ministre de l'Énergie et de l'Hydraulique. Cette nomination provoque la polémique au sein de l'UPADS, qui le suspend de ses instances dirigeantes.

## Biographie
Philosophe de formation, Honoré Sayi exerce le métier d'enseignant en philosophie,.

### Carrière politique

#### Débuts dans l'opposition
Honoré Sayi est membre de l'Union panafricaine pour la démocratie sociale (UPADS), un parti d'opposition dont il est le porte-parole jusqu'en mai 2021. 
Lors des élections législatives de 2017, il est élu député de la 2e circonscription de Dolisie (département du Niari) sous les couleurs de l'UPADS,. Il intègre alors la Commission « économie et finances » de l’Assemblée nationale à partir du 2 septembre 2017, et devient président du groupe parlementaire de l'UPADS,.

#### Entrée au gouvernement
Après la réélection du président Denis Sassou-Nguesso pour un 4e mandat consécutif, Honoré Sayi est nommé Ministre de l'Énergie et de l'Hydraulique au sein du gouvernement Makosso le 15 mai 2021. Faisant partie des 11 nouvelles personnalités de ce gouvernement, il est le seul membre de l'opposition à y entrer. 
Cette nomination suscite la polémique au sein de l'UPADS, alors principale formation d'opposition du pays, qui indique ne pas avoir été consultée à ce sujet. Honoré Sayi est convoqué par le parti le 18 mai, puis est suspendu de ses instances dirigeantes. Il est notamment démis de ses fonctions de président du groupe parlementaire, poste où il est remplacé par Jérémy Lissouba (fils de Pascal Lissouba, défunt fondateur de l'UPADS). Il déclare alors accepter cette décision, promettant de revenir militer au sein du parti quand il ne sera plus ministre. En mars 2022, le Conseil national de l'UPADS suspend cependant les sanctions à l'issue d'un vote.
En tant que Ministre de l'Énergie et de l'Hydraulique, il doit notamment gérer les pénuries d'eau potable se produisant dans la capitale, Brazzaville. Pour remédier à ce problème, il annonce en décembre 2021 le renouvellement et la densification du réseau de canalisations de la ville, ainsi que la réhabilitation de l'usine de Djoué, datant de 1954.
Lors des élections législatives de 2022, il est élu député de la 1ère circonscription de Dolisie dès le 1er tour.
Le 24 septembre 2022, il est nommé Ministre des Transports, de l’Aviation civile et de la Marine marchande lors du remaniement du gouvernement Makosso.